# Hudhayfa ibn al-Ahwas al-Qaysi
Hudhayfa ibn al-Ahwas al-Qaysi (en árabe: حذيفة بن الأحوص القيسي‎, romanizado: Ḥudhayfa ibn al-Aḥwaṣ al-Ḳaysī era el octavo valí de al-Ándalus bajo el califato omeya de Damasco. Sirvió seis meses en el año AD 728 (AH 110).
Hudhayfa sucedió a Yahya ibn Salama al-Kalbi como valí a mediados de 728. Esto fue probablemente relacionado al cambio en el gobierno en Ifriqiya. El gobernador anterior, Bashir, un miembro del Banu Kalb como Yahya, murió tarde en 727 y su  sucesor elegido fue reemplazado temprano en 728 por la Califa Hisham ibn Abd al-Málik. El gobernador nuevo de Ifriqiya era Ubayda del clan Qays Aylan. Desde el gobernador de al-Ándalus era bajo la autoridad del gobernador de Ifriqiya, por el medio del año Yahya (quizás muerto) había sido reemplazado por un Qaysi. Hudhayfa es el último gobernador cuya cita por el gobernador de Ifriqiya con el consentimiento de la califa consta en la Crónica de 754. Todos los gobernadores subsiguientes parecen  tener gobierno independientemente de Damasco.
La Crónica de 754 estuvo escrito en latín por un contemporáneo mozárabe de al-Ándalus. Graba que Hudhayfa—cuyo nombre está deletreado Odifa—estuvo en poder solamente seis meses. La Crónica Profética (883) también le da un gobierno de seis meses, pero la lista de gobernadores compilada por el becario andaluz Ibn Habib (878/9) le tiene gobernando un año entero. El historiador del siglo XVII Ahmed Mohamed al-Maqqari, sigue la corriente de Ibn Habib y data su gobierno de junio o julio de 728 hasta abril de 729.
La Crónica de 754 critica a Hudhayfa por un no especificado levitas, implicando que  carezca de la virtud de gravitas (dignidad)  estando considerado un imperativo de alto gobierno. Fue sucedido después de un breve plazo por Uthman ibn Abi Nisa al-Khathami.